# Beizhang (köpinghuvudort i Kina, Shanxi Sheng, lat 35,70, long 111,10)
Beizhang är en köpinghuvudort i Kina. Den ligger i provinsen Shanxi, i den norra delen av landet, omkring 270 kilometer sydväst om provinshuvudstaden Taiyuan. Antalet invånare är 22 682. Befolkningen består av 11 298 kvinnor och 11 384 män. Barn under 15 år utgör 19,0 %, vuxna 15-64 år 72 %, och äldre över 65 år 8,0 %.
Runt Beizhang är det tätbefolkat, med 570 invånare per kvadratkilometer. Närmaste större samhälle är Shangyuan, 10,1 km söder om Beizhang. Trakten runt Beizhang består till största delen av jordbruksmark.
Genomsnittlig årsnederbörd är 635 millimeter. Den regnigaste månaden är juli, med i genomsnitt 164 mm nederbörd, och den torraste är december, med 3 mm nederbörd.